# Rätien

Det romerska imperiet omkring 120 e.Kr.

Rätien eller Raetien (uttal: [ˈrɛːtsɪɛn]) (Raetia i romerska inskriptioner, i handskrifter vanligen Rhaetia) var en provins i Romarriket uppkallad efter folkgruppen räter. I väster gränsade den till helvetiernas område, i öster till Noricum, i norr till Vindelicia och i söder till Gallia Cisalpina. Därmed motsvarade provinsen det som idag är östra och mellersta Schweiz (med övre Rhen och Bodensjön), södra Bayern, övre Schwaben, Vorarlberg, större delen av Tyrolen och delar av Lombardiet. Rätiens norra gräns ingick i Limes över 166 km längs Donau. Från Rätien gick vägen Via Claudia Augusta mot Rom över Resiapasset.